# Ред Спрингс (Северна Каролина)
Ред Спрингс (енгл. Red Springs) град је у америчкој савезној држави Северна Каролина.

## Демографија
По попису из 2010. године број становника је 3.428, што је 65 (-1,9%) становника мање него 2000. године.
| Група             | 2000.         | 2010.         |
| Белци             | 1.293 (37,0%) | 1.044 (30,5%) |
| Афроамериканци    | 1.717 (49,2%) | 1.673 (48,8%) |
| Азијати           | 12 (0,3%)     | 14 (0,4%)     |
| Хиспаноамериканци | 128 (3,7%)    | 219 (6,4%)    |
| Укупно            | 3.493         | 3.428         |